# Гергерат
Гергерат (араб. الكركرات, трансліт. al-Karkarāt, бербер. ⴳⵔⴳⵔⴰⵜ) — невелике поселення на крайньому південному заході Західної Сахари, наразі окуповане Марокко. Гергерат приблизно 11 км від кордону з Мавританією та 5 км з Атлантичного океану. Марокко розглядає Гергерат як стратегічний бар'єр, що захищає Європейський Союз від нелегальної міграції, тероризму та контрабанди.
У січні 2015 року Полісаріо створив військову присутність у Ла-Гуера на узбережжі моря, але, очевидно, ще не почав контролювати паспорти людей, які прямують транзитом до Мавританії.

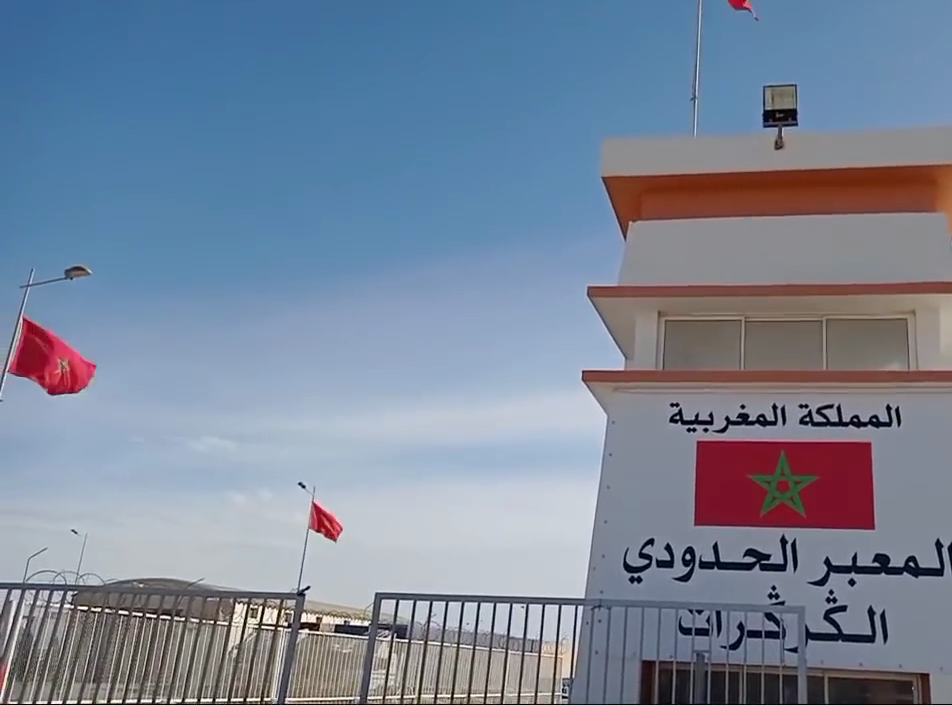
Прикордонний контрольно-пропускний пункт Гергерат після 2020 року

Важливість Гергерата для Марокко полягає в двох аспектах: марокканський експорт овочів до Мавританії (особливо до Нуадібу) проходить через цю прикордонну станцію, і це єдиний спосіб для марокканців залишити свою країну сухопутним шляхом без візи до іншої країни. Важливість Гергерата для САДР полягає в тому, що це єдине місце, де вона може чинити тиск на Марокко, ізолюючи його від Мавританії.
Марокко розпочало військові дії в цьому районі 13 листопада 2020 року, намагаючись забезпечити вільне пересування товарів і людей між контрольованою Марокко територією та Мавританією. Фронт Полісаріо, який виступає за незалежність, оголосив про припинення вогню 1991 року, тоді як Марокко заперечував будь-які збройні зіткнення між сторонами та заявив, що перемир’я залишається в силі.
Велика мечеть Гергерату була відкрита Міністерством благодійних фондів та у справах ісламу Марокко в березні 2023 року з бюджетом у 8,8 мільйона дирхамів, площею 3767 квадратних метрів і загальною місткістю 500 осіб.
У лютому 2023 року Королівська федерація футболу Марокко оголосила про будівництво двох футбольних полів у Бір-Гандузі та Гергераті.

## Клімат
| Клімат Гергерат           | Клімат Гергерат | Клімат Гергерат | Клімат Гергерат | Клімат Гергерат | Клімат Гергерат | Клімат Гергерат | Клімат Гергерат | Клімат Гергерат | Клімат Гергерат | Клімат Гергерат | Клімат Гергерат | Клімат Гергерат | Клімат Гергерат |
| Показник                  | Січ.            | Лют.            | Бер.            | Квіт.           | Трав.           | Черв.           | Лип.            | Серп.           | Вер.            | Жовт.           | Лист.           | Груд.           | Рік             |
| Середній максимум, °C     | 24,0            | 24,7            | 25,6            | 25,5            | 25,9            | 27,7            | 27,2            | 28,2            | 30,1            | 29,7            | 26,9            | 24,1            |                 |
| Середній мінімум, °C      | 13,4            | 13,7            | 14,4            | 14,8            | 15,9            | 17,3            | 18,6            | 19,6            | 20,0            | 18,6            | 16,6            | 14,2            |                 |
| Норма опадів, мм          | 1               | 3               | 0               | 1               | 0               | 0               | 1               | 2               | 5               | 3               | 2               | 1               | 19              |
| ------------------------- | --------------- | --------------- | --------------- | --------------- | --------------- | --------------- | --------------- | --------------- | --------------- | --------------- | --------------- | --------------- | --------------- |
| Джерело: Climate-data.org |                 |                 |                 |                 |                 |                 |                 |                 |                 |                 |                 |                 |                 |